# Смолл, Чарли
Чарльз Альберт Смолл (англ. Charles Albert Small, 24 октября 1905, Оберн, Мэн — 14 января 1953, там же) — американский бейсболист, аутфилдер. Выступал в Главной лиге бейсбола за «Бостон Ред Сокс».

## Биография
Чарли Смолл родился 24 октября 1905 года в Оберне в штате Мэн. Чарли учился в старшей школе в Нью-Глостере, затем перевёлся в школу имени Эдварда Литтла в Оберне, которую окончил в 1923 году. После школы он поступил в Бэйтс-колледж в Льюистоне. В 1926 году Смолл стал капитаном бейсбольной команды колледжа. Газета Boston Herald писала о нём, как об отличном питчере и советовала скаутам присмотреться к игроку. Во время каникул Чарли играл за полупрофессиональные команды.
В 1927 году он окончил колледж и подписал контракт с клубом «Бостон Ред Сокс». Профессиональную карьеру Чарли начал в составе «Питтсфилд Хиллис» в A-лиге под руководством Шано Коллинза. По его рекомендации Смолл получил приглашение на весенние сборы «Ред Сокс» в 1928 году. Главный тренер «Бостона» Билл Карриган перевёл Чарли на позицию аутфилдера.
В сезоне 1928 года Чарли сыграл за «Питтсфилд» в 149 матчах, выбив 10 хоум-ранов и 44 дабла. Весной следующего года он снова принял участие в тренировках «Ред Сокс» в Брейдентоне, но затем вернулся в состав «Хиллис», за которых провёл ещё один хороший сезон. Биржевой крах осенью 1929 года повлёк за собой финансовые сложности для многих бейсбольных команд. В июне 1930 года «Питтсфилд» был расформирован. Контракт Смолла был продан в «Олбани» за 500 долларов. Чарли уехал в Льюистон и подал прошение о признании его свободным агентом, так как предыдущий клуб не расплатился с ним.
Смолл вернулся в «Ред Сокс» и 7 июля 1930 года он дебютировал в Главной лиге бейсбола. Он принял участие в двадцати пяти играх команды, выходя в качестве пинч-хиттера. Последнюю игру за клуб Чарли сыграл 25 сентября. После завершения сезона, комиссар лиги Кенисо Маунтин Лэндис утвердил статус Смолла как свободного агента. Также он отклонил иск команды из Олбани, которая требовала 15 тысяч долларов за отказ передать права на игрока в июле.
В 1931 году Чарли играл за различные клубы младших лиг. Данные о его карьере в период с 1932 по 1936 год отсутствуют. В 1937 году Смолл выступал в составе команды из Сиднея в Новой Шотландии. В 1940 году он был играющим тренером клуба «Драммондвилл Тайгерс», а по ходу чемпионата перешёл в «Труа-Ривьер Ренардс», с которыми стал победителем плей-офф Лиги провинции Квебек. В октябре того же года Чарли женился на Милдред Джепсен.
В 1941 году Смолл продолжил выступление за Труа-Ривьер уже в Канадско-Американской лиге. Он сыграл 124 матча, став лучшим отбивающим команды с показателем 33,6 %. В 1943 году количество клубов резко сократилось, лига уровня C прекратила существование. Чарли устроился на работу на верфь Bath Iron Works, также тренируя заводскую бейсбольную команду. Он возобновил карьеру в 1946 году, играя за «Гранби Ред Сокс» в Пограничной лиге. С 1947 по 1950 год Смолл тренировал команду «Джинева Ред Бердс», приведя её к победе в лиге в 1949 году.
Чарли Смолл умер 14 января 1953 года. Причиной смерти стала сосудистая недостаточность, ставшая следствием саркоматоза.